# Emsisoft Anti-Malware
| CNet          | (2018)   |
| dobreprogramy | (2018)   |
| PC Magazine   | (2017)   |
| Chip Online   | C (2018) |
| DownloadMix   | (2018)   |

Emsisoft Anti-Malware (dawniej a-squared Anti-Malware) – program antywirusowy wyprodukowany przez austriackie przedsiębiorstwo Emsisoft. Emsisoft Anti-Malware umożliwia usunięcie koni trojańskich, dialerów, komponentów adware i spyware, robaków oraz innego złośliwego oprogramowania. Program umożliwia skanowanie w czterech trybach: szybkim, inteligentnym, dokładnym i użytkownika. Emsisoft Anti-Malware dostarcza informacji na temat wykrytych zagrożeń. Program zawiera również system ochrony w czasie rzeczywistym oraz funkcję automatycznych aktualizacji. Emsisoft Anti-Malware jest kompatybilny z systemami Windows 7, Windows 8 i Windows 10.
Program dwukrotnie zdobył nagrodę VB100 przyznawaną przez Virus Bulletin (grudzień 2017, luty 2018). W 2017 roku Emsisoft Anti-Malware zdobył nagrodę Advanced+ Award w kategorii Real-World Protection Test December przyznawaną przez AV-Comparatives.